# Acuña-Romo-Gleichung

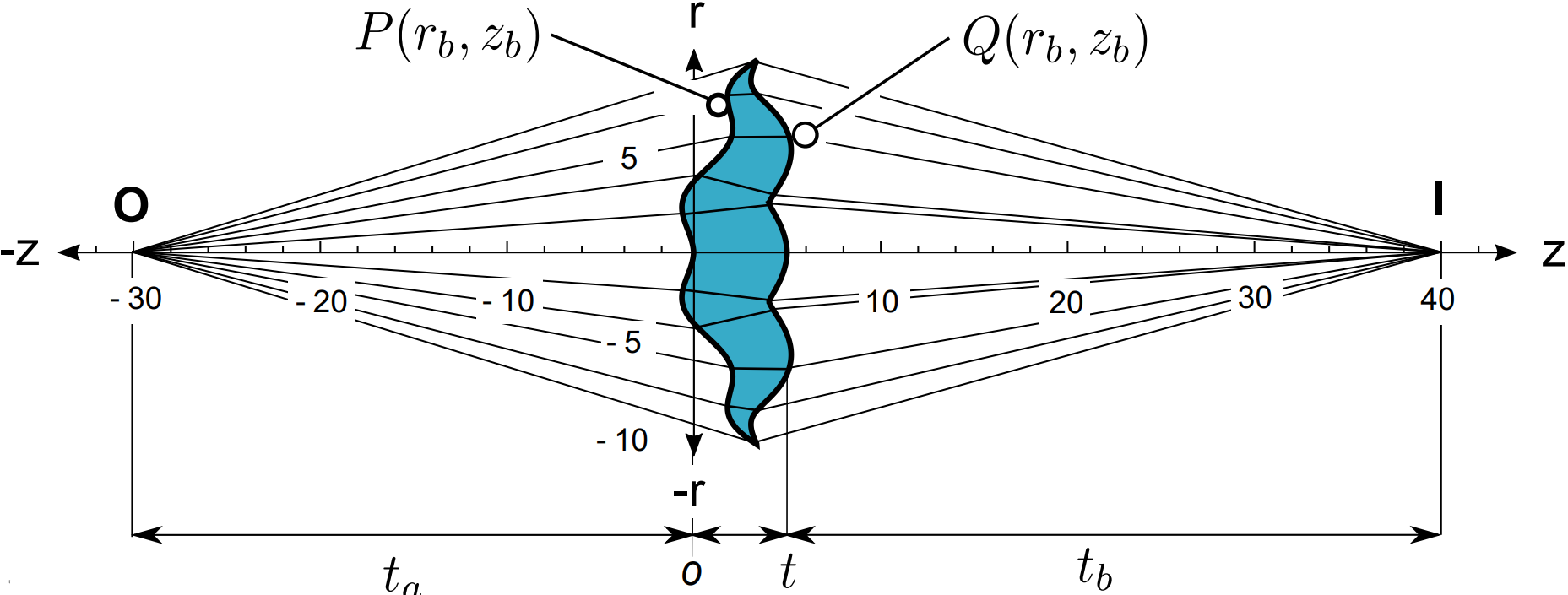
Linse von Acuña-Romo

In der geometrischen Optik und der optischen Technik beschreibt die Acuña-Romo-Gleichung die Lösung des Problems des Entwurfs einer Linse ohne sphärische Aberration.

## Prinzip
Die Gleichung gibt an, wie die zweite Oberfläche einer Linse geformt sein muss (asphärisch), damit die durch die erste, vorgegebene, Linsenfläche erzeugte sphärische Aberration für ein Punktobjekt auf der optischen Achse vollständig korrigiert wird.

## Ursprung des sphärischen aberrationsfreien Linsendesigns
Einige der wichtigsten Ereignisse für die Konzeption der Linse ohne sphärische Aberration sind:
- Diocles, in seinem Buch „Mirrors ustorios“, nachdem festgestellt wurde, dass der Parabolspiegel die Strahlen, die sich in Richtung einer Achse bewegen, in einem einzigen Punkt fokussieren könnte, ist es möglich, eine Linse mit der gleichen Eigenschaft zu erwähnen.[2]

- Ibn Sahl beschäftigt sich mit den optischen Eigenschaften von Spiegeln und gebogenen Linsen. Er wurde als Entdecker des Brechungsgesetzes (Snells Gesetz) beschrieben.[3]
- Rene Descartes untersucht kartesische Ovale und ihre Anwendungen in der Optik.
- Christiaan Huygens schlägt vor, die sphärische Aberration mit einem Satz sphärischer Linsen zu beseitigen. Auch im Vorwort der Arbeit erwähnt „Traité de la lumière“, dass Isaac Newton und Gottfried Wilhelm Leibniz das Problem angesprochen haben.[4][5]
- Levi-Civita skizziert die numerische Lösung für das Design von korrigierenden refraktiven Oberflächen.[6]
- G. D. Wasserman und E. Wolf schlagen eine aplanatische Linse vor, die auf einem Integral basiert, das sie mit numerischen Methoden lösen.[7]
- Daniel Malacara Hernández präsentiert ein ungefähres Design einer Linse ohne sphärische Aberration mit zwei asphärischen Oberflächen.[8]
- Psang Dain Lin und Chung-Yu Tsai erhalten das Objektivdesign ohne sphärische Aberration aus der numerischen Lösung eines Systems nichtlinearer Gleichungen.[9]
- Juan Camilo Valencia Estrada zeigt eine analytische Lösung des Problems für bestimmte Einzelfälle.[10]
- Rafael G. González-Acuña und Héctor A. Chaparro-Romo präsentieren die allgemeine Gleichung der geschlossenen Form für den Entwurf einer Linse ohne sphärische Aberration.[11][12][13][14][15][16][17]